# Ужице
Ужице е град в западната част на Сърбия, административен център на едноименна община и на Златиборски окръг.
Има 55 025 жители към 2002 г., с крайградските селища Буяр и Севойно – 63 577 жители. Разположен е по двата бряга на река Детиня.

## История
В препис на История славянобългарска между 1812 и 1830 г. се споменава Ѹжеца като български град в областта Дардания, една от четирите части на българските земи – западната (явно в спомен от владението на Стара Рашка или от присъединяването на земите на Войновичи със столица Ужице към владенията на княз Лазар).
По време на Втората световна война, тук се създава т.нар. Ужичка република, призната от Съюзниците.
В периода 11 март 1943 г. – октомври 1944 г. в Ужице е дислоциран щабът на Двадесет и четвърта пехотна дивизия и се намира Шестдесет и първи пехотен полк.
През 1946 г. градът е преименуван на Титово Ужице в чест на Йосип Броз Тито. Именно заради името получава голяма финансова помощ от държавата и големи инвестиции в инфраструктурата и местната индустрия. Благодарение на това Титово Ужице е сред най-големите и развити градове в СФРЮ. През 1992 г. градът си връща старото име, като година по-рано, през септември 1991 г. е демонтиран паметника на Тито, който е издигнат през 1961 г.

## Известни личности
Родени в Ужице
- Любомир Йованович (1877 – 1913), сръбски новинар и революционер
- Оливер Мандич (р. 1953), певец и композитор